# Pont de les Escaules
Pont de les Escaules és un pont del municipi de Boadella i les Escaules (Alt Empordà) inclòs en l'Inventari del Patrimoni Arquitectònic de Catalunya.

## Descripció
Situat al nord-est del nucli urbà de la població de les Escaules, la qual forma part del municipi de Boadella. El pont se situa damunt de la Muga i dona pas a la carretera GIV-5042 que connecta Boadella amb les Escaules.
Es tracta d'una estructura rectangular formada per cinc arcs de mig punt de diferents mides sostinguts per basaments rectangulars. Tant els arcs com els basaments estan bastits amb pedra desbastada i sense treballar, lligada amb abundant morter de calç, tot i que els arcs presenten una ampliació posterior bastida amb maons disposats a pla, situada a la banda nord-oest de l'estructura. Reforçant els basaments dels arcs hi ha petits tallamars de secció triangular bastits amb pedra desbastada. Els tallamars només es localitzen a la banda nord-oest del pont. La part superior del pont no presenta cap element destacable, ni tan sols hi ha barana.

## Història
L'any 1871 comencen les gestions per a construir un pont sobre la Muga. Entre els anys 1916 i 1918 dins del projecte de millores de les comunicacions entre els nuclis de Boadella, Escaules i pont de Molins, es construí el pont sobre la Muga que es troba a l'entrada del poble. L'aportació de l'industrial del ciment a les Escaules, Salvador Genover va ser determinant.